# Mark Laidlaw
Mark Laidlaw (ur. 31 sierpnia 1985 w Mississauga) – kanadyjski wioślarz.

## Osiągnięcia
- Mistrzostwa Świata U-23 – Amsterdam 2005 – ósemka – 2. miejsce[1].
- Mistrzostwa Świata U-23 – Hazewinkel 2006 – ósemka – 1. miejsce[1].
- Mistrzostwa Świata U-23 – Glasgow 2007 – ósemka – 7. miejsce[1].
- Mistrzostwa Świata – Linz 2008 – dwójka ze sternikiem – 1. miejsce[1].
- Mistrzostwa Świata – Linz 2008 – ósemka wagi lekkiej – 6. miejsce[1].
- Mistrzostwa Świata – Poznań 2009 – dwójka ze sternikiem – 4. miejsce[1].
- Mistrzostwa Świata – Poznań 2009 – ósemka – 2. miejsce[1].